# ماورو غاتي
ماورو غاتي (بالإيطالية: Mauro Gatti)‏ (12 يونيو 1937 فلورنسا إيطاليا - ) هو لاعب كرة قدم إيطالي يلعب كمدافع.